# 217-я пехотная дивизия (вермахт)
217-я пехотная дивизия — тактическое соединение сухопутных войск вооружённых сил нацистской Германии периода Второй мировой войны.
Она была сформирована 17 августа 1939 года в Ольштыне, а 26 августа мобилизована как резервная пехотная дивизия (третья волна мобилизации). Она приняла участие в польской кампании 1939 года, французской кампании 1940 года и войне на Восточном фронте. Большую часть войны провела осаждая Ленинград (1941—1944). После полного снятия блокады Ленинграда дивизия сражалась в Прибалтике.

## Боевой путь

### Кампания в Польше
Во время нападения Германии на Польшу в 1939 году дивизия входила в состав 3-й армии, действовавшей на северном участке фронта, находясь в резерве армии на территории Восточной Пруссии. На первом этапе польской кампании 217-я дивизия содействовала 4-й армии в прорыве через Польский коридор, вела бои с частями польской армии «Модлин» в битве на Млави, за Модлин и в боях за Варшаву. 

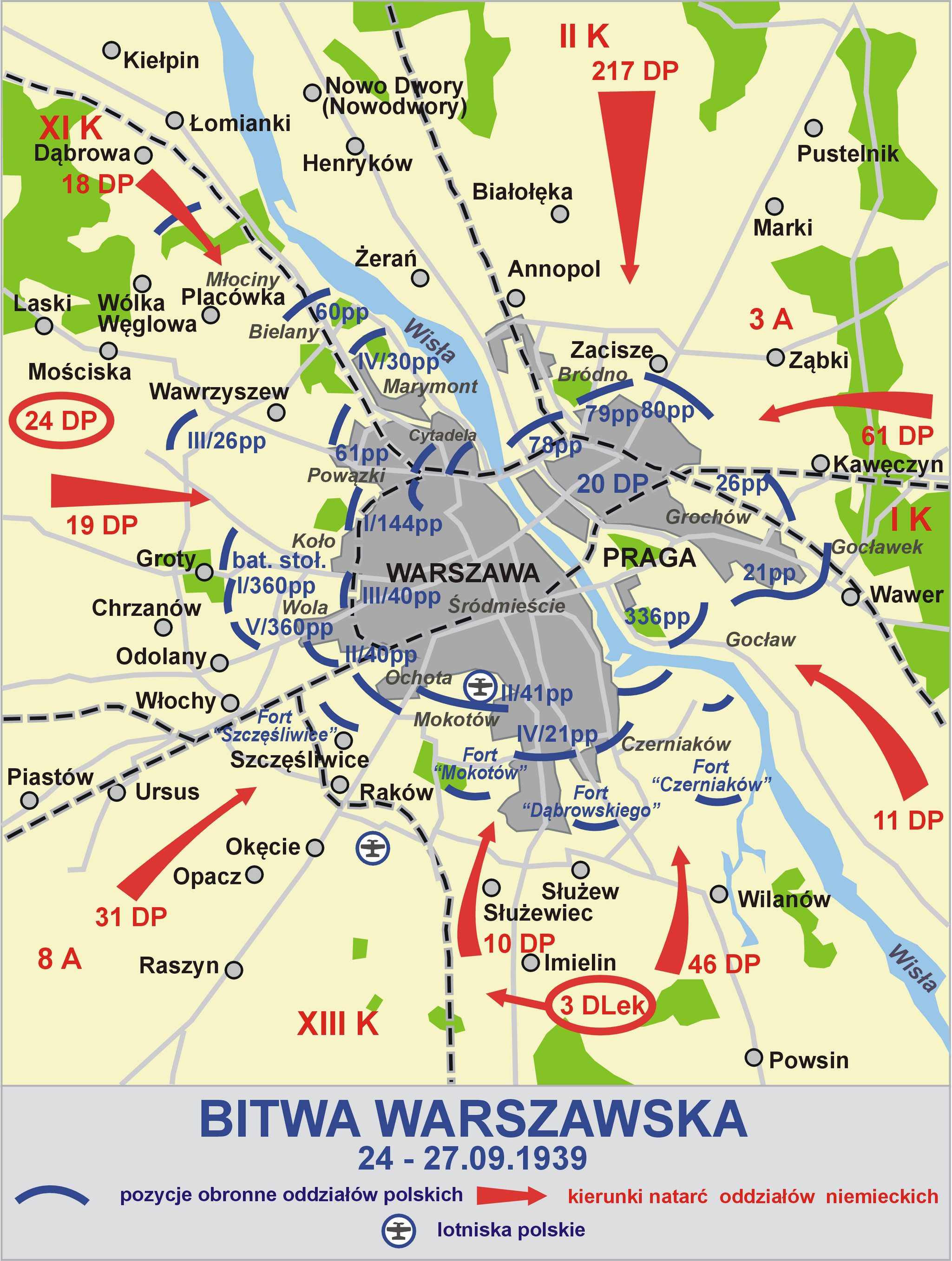
Боевые действия 217-й пехотной дивизии во время боев за Варшаву. Сентябрь 1939

После капитуляции Польши, до апреля 1940 года, части дивизии выполняли оккупационные функции и находились в резерве в северной и центральной Польше..

### Кампания на Западе
В начале 1940 года дивизию перебрасывают на Западный фронт, она включена в штат резерва ОКХ и дислоцируется в Зосте в Вестфалии.

### В Восточной Пруссии
В июле 1940 года 217-я пехотная дивизия была переброшена обратно в Восточную Пруссию и применялась для обеспечения безопасности границ.

### Война на Восточном фронте
22 июня 1941 года утром 217-я пехотная дивизия в составе XXVI-го армейского корпуса 18-й армии группы армий «Север» из района сосредоточения у Мемеля перешла границу.
Части 8-й советской армии с 4 июля по 7 июля 1941 года отступали более или менее организованно, оторвавшись основными силами от противника и ведя сдерживающие бои, к 7 июля закрепились на рубеже Пярну, северный берег озера Выртсъярв, Тарту, северный берег реки Эмайыги. Этому способствовала передислокация некоторых частей 18-й полевой армии на псковское направление. Вновь на этом участке фронта бои возобновились 8 июля. 217-я пехотная дивизия при поддержке морского десанта 9 июля 1941 года без боя взяла Пярну и устремилась через Марьямаа на Таллин, пройдя за день полпути до Таллина. Однако в период с 9 по 15 июля контрударом войск 8-й армии войска вермахта были отброшены.
Дивизия вела боевые действия возле литовских Шилуте, Ретавас, латышской Елгавы, Ригу, Валмиера, сражавшейся с советскими войсками возле Чудского озера и позже в битве за Таллинн.
Немецкое командование явно недооценило возможности 8-й армии к сопротивлению и повело наступление силами только двух дивизий (61-й и 217-й), а также частью сил 1-го армейского корпуса.
8 июля 1941 года немецкие войска попытались прорвать оборону армии на рубеже реки Эмайыги в полосе 11-го стрелкового корпуса, но атака была отбита. В этот же день немецкие войска начали наступление на Вильянди, прорвали оборону частей армии и заняли город, но дальше продвинуться не смогли. Прорыв был остановлен в 17 километрах севернее города, силами 22-й мотострелковой дивизии НКВД и резервной 11-й стрелковой дивизии без одного полка.
217-я пехотная дивизия участвовала в высадке морского десанта на Моонзундские острова, производила высадку сил на острова Вормси и Хийумаа.

## Районы боевых действий
- Польша (сентябрь 1939 года — май 1940 года);
- Франция (май — август 1940 года);
- Германия (Восточная Пруссия) (август 1940 года — июнь 1941 года);